# Sergey Karmazhakov
Sergey Karmazhakov, né le 22 juin 2001,, est un coureur cycliste kazakh. Il participe à des compétitions sur route et sur piste.

## Biographie
Sergey Karmazhakov est un membre régulier de l'équipe nationale du Kazakhstan sur piste. En 2019, il devient champion d'Asie de poursuite individuelle chez les juniors (moins de 19 ans). L'année suivante, il intègre la formation continentale Lokosphinx, qui évolue sous licence russe. Il représente ensuite le Kazakhstan dans diverses manches de la Coupe des Nations en 2021. 
En 2022, il est sacré champion du Kazakhstan de poursuite par équipes, aux côtés de plusieurs compatriotes. Il remporte également de nouveaux titres de champion national en 2023 et 2024, dans le scratch et l'américaine. Sur route, il se classe huitième de l'édition 2025 du Tour of Bostonliq, une course ouzbèke de l'UCI Asia Tour.

## Palmarès sur piste

### Championnats d'Asie
- Jakarta 2019
  -  Champion d'Asie de poursuite juniors
  -  Médaillé d'argent de la poursuite par équipes juniors

### Championnats nationaux
- 2019
  - 3e du championnat du Kazakhstan de poursuite par équipes
- 2020
  - 3e du championnat du Kazakhstan de poursuite par équipes
  - 3e du championnat du Kazakhstan de vitesse par équipes
- 2021
  - 3e du championnat du Kazakhstan de l'américaine
  - 3e du championnat du Kazakhstan de poursuite par équipes
- 2022
  -  Champion du Kazakhstan de poursuite par équipes (avec Ramis Dinmukhametov, Dmitriy Potapenko, Dmitriy Vassilyev et Kirill Strelchenko)
- 2023
  -  Champion du Kazakhstan de l'américaine (avec Ramis Dinmukhametov)
  -  Champion du Kazakhstan du scratch
  - 2e du championnat du Kazakhstan de l'élimination
  - 3e du championnat du Kazakhstan de poursuite
- 2024[3]
  -  Champion du Kazakhstan de l'américaine (avec Ramis Dinmukhametov)
  - 2e du championnat du Kazakhstan de poursuite par équipes
  - 3e du championnat du Kazakhstan de l'élimination
  - 3e du championnat du Kazakhstan du scratch